# 妮基塔·帕里斯
妮基塔·帕里斯（英語：Nikita Parris，1994年3月10日—），英国女子足球运动员。她曾代表英格兰代表队参加2019年国际足联女子世界杯。她也曾参加2020年夏季奥林匹克运动会。